# Anobothrus patagonicus
Anobothrus patagonicus är en ringmaskart som först beskrevs av Johan Gustaf Hjalmar Kinberg 1866.  Anobothrus patagonicus ingår i släktet Anobothrus och familjen Ampharetidae.
Artens utbredningsområde är havet kring Nya Zeeland. Inga underarter finns listade i Catalogue of Life.